# Le Manteau de Lady Eleanore
Le Manteau de Lady Eleanore (Lady Eleanore's Mantle) est une nouvelle fantastique de Nathaniel Hawthorne, publiée en décembre 1838 dans The United States Magazine and Democratic Review (en) comme troisième nouvelle d'un ensemble de quatre intitulé Légendes de la maison provinciale (Legends of the Province-House). La nouvelle sera reprise, en 1842, dans la seconde édition augmentée du recueil Twice-Told Tales.

## Résumé
Lady Eleanore Rochcliffe se rend à Boston pour vivre auprès d'un parent éloigné, le colonel Shute. Femme fière, elle est connue non seulement pour son immense orgueil, mais aussi pour son manteau magnifiquement brodé, confectionné par une femme agonisante, et qui posséderait des vertus magiques.
Quand Eleonore arrive en ville, Jervase Helwyse, un homme qui l'aime, mais ne reçoit en retour que son mépris, lui propose de marcher sur lui en public. Elle accepte son offre.
Au bal qui se tient en l'honneur de son arrivée, Eléonore reste à l'écart de la fête, dans un cercle choisi, observant les festivités avec mépris. Helwyse lui demande de boire dans sa coupe d'argent afin de prouver qu'elle ne se place pas au-dessus des autres. Il lui demande aussi d'enlever son manteau. Se moquant de lui, elle s'y drape encore plus étroitement.
Peu de temps après, une épidémie de variole apparaît. Elle attaque les riches et les fiers avant d'affecter les pauvres. Les drapeaux rouges se multiplient devant les portes des maisons où se trouvent des malades. Tout un chacun est persuadé que le manteau est la source de l'épidémie, puisqu'il a été confectionné par une mourante et est porté par une femme qui se considère au-dessus des autres.
Helwyse apprend qu'Eleonore est sur son lit de mort, que la nature a réagi contre elle et son mépris. Elle sera enterrée avec son manteau, et Helwyse conduit le cercueil en brandissant un drapeau rouge. Peu après, l'épidémie s'éteint.

## Précisions historiques
Hawthorne précise que la nouvelle se déroule au sein de la colonie de la baie du Massachusetts.  En effet, de 1721 à 1722, Boston a connu une épidémie de variole.